# Владислав III Тонконогий
Владислав III Тонконогий (пол. Władysław III Laskonogi; 1161/1166 — 3 листопада 1231) — верховний польський князь у 1202—1206 та 1227—1229 роках.

## Життєпис

### Молоді роки
Походив з династії П'ястів. Молодший син Мєшко III Старого, верховного польського князя, та Євдокії Київської. Вперше згадується 1168 року, коли був учасником з'їзду в Єнджеюві. У 1177—1179 роках родина Владислава мешкала у вигнанні через повстання Казимира II і Одона, старшого сина Мєшко III. 1181 року разом з родиною повернувся до великої Польщі. У 1186 році Владислав одружився з донькою Яромара I, князя Ругійського, чим посилено вплив Мєшко III в Західному Помор'ї.
Після смерті брата Одона 1194 року Владислава було призначено опікуном сина покійного, Владислава. Він керував від імені небожа південними землями Великої Польщі. Після загибелі брата Болеслава Куявсько в Мозгавской битві в 1195 році, Владислав залишився єдиним спадкоємцем Мешко Старого.

### Перше верховне князювання
Після смерті Мешко III у 1202 році став верховним князем. Водночас у Кракові розпочалася війна між місцевою знаттю, в результаті якої Лешко Білий відмовився займати краківський престол, і краков'яни закликали Владислава III. Той став обмежувати права католицької церкви, відстоюючи давнє княже право призначати єпископів, вершити суд і збирати податки в церковних володіннях.
Почалася запекла боротьба між князем і гнєзненським архієпископом Генріхом. Втративши єдину підтримку зі смертю воєводи Миколая Грифіти, Владислава III було піддано анафемі й у 1206 році був змушений залишити Краків й повернутися до Гнєзно. Цим фактично зрікся верховенства серед князів.

### Князь Великої Польщі
Разом з тим уклав союз з Вальдемаром II, королем Данії, з метою нападу на Помор'я. Для цього він також поступився Генріху Бородатому Каліське князівство в обмін на Любуське, звідки був зручний доступ на узбережжі Балтики. Втім у 1209 році Конрад II фон Ландсберг, маркграф Лужицький, переміг Владислава III в битві при Любуші й захопив цю землю.
У цей же час збунтувався Владислав Одонич, який вимагав повернення свого спадку. Його підтримав архієпископ Генріх Кетлич. Утім повстання зазнало невдачі через підтримку Владислава III Арнольдом II, єпископом Познані. Обидва його призвідника втекли до Генріха Бородатого. Останній дав Владиславу Одоничу на спадок Каліш (з умовою повернення його Генріху після отримання власного спадку). Архієпископ Кетлич поїхав до Риму скаржитися папі римському Іннокентію III, і той доручив польським єпископам примирити ворогів. На Різдво 1208 року в Глогуві відбулося зустріч Владислава III і Генріха. Архієпископу повернули майно і дозволили повернутися до Гнєзно в обмін на зняття анафеми. Втім конфлікт між князем і його небожем залишився невирішеним.
У 1210 році Мешко Кривоногий і Владислав III Тонконогий зажадали від інших князів неухильного дотримання Статуту Болеслава Кривоустого, тобто надання Мешко краківського престолу. Втім ситуація зі старшинством серед П'ястів була вкрай заплутаною: папа римський вважав старшим з них сілезького князя Генріха Бородатого, в зв'язку з чим 9 червня 1210 року видав відповідну буллу. У липні того ж року Лешек Білий, Генріх I Бородатий, Конрад Мазовецький, Владислав Одонич і єпископи зібралися в Борзикові для обговорення ситуації, що склалася взагалі і папської булли зокрема. Втім конфлікт вирішити не вдалося.
На з'їзді в Вольбужі 1215 року Лешек Білий, Конрад Мазовецький, Владислав Одонич і Казимир Опольський підтримали рішення IV Латеранського собору, надавши церкві податкові пільги, і підтримали вимоги Одонича стосовно повернення спадщини. Щоб уникнути повстання, Владислав III повернув Владиславу Одоничу вотчину в південній частині Великої Польщі. Папська булла Гонорія III від 9 лютого 1217 року підтвердила факт примирення Владислава III з Одоничем і архієпископом Генріхом Кетличем.
Але того ж року Владислав III уклав договір з Лешеком Білим, згідно з яким у разі смерті одного з князів при відсутності дітей, йому повинен був успадкувати інший князь. Ця угода зачіпало інтереси Владислава Одонича, найближчого родича Владислава по чоловічій лінії. Наприкінці 1217 або початку 1218 року Владислав III при посередництві Павла II, єпископа Познані, уклав ще один договір — з Генріхом Бородатим, зберігши за собою Каліш і знову отримавши Любуші. У результаті Владислав Одонич був змушений втекти до Помор'я.
У 1219 році помер архієпископ Кетлич. Маючи сильних союзників, Владислав III зміг посадити на архієпископську кафедру свого прихильника Вінцента з Нялкі. Владислав III не пішов з іншими князями в хрестовий похід на поган-пруссів, тому що побоювався дій Одонича, що сховався в Помор'ї. Останній 1223 року Владислав Одонич раптовим набігом захопив Уйсьце, а в 1225 році — Накло. Того ж року Людвиг IV, ландграф Тюрингії, захопив Любуське князівство.
Під владою Одонича виявилася вся Велика Польща, але його несподівано зрадив союзник Святополк II Поморський, який захопив Накло і проголосив незалежність від Лешека Білого.
У 1227 році відбулася вирішальна битва між Владиславом III і Владиславом Одоничем. Воєвода Доброгостів, прихильник Тонконого, взяв в облогу Уйсьце, але не зміг взяти добре замок. 15 липня Одонич зробив несподівану вилазку і розгромив військо супротивника, в результаті чого воєвода Доброгостів загинув.
Для врегулювання ситуації, що склалася 15 листопада 1227 року П'ясти зібралися на з'їзд у ґміна Ґонсава. Під час короткої перерви в обговоренні на присутніх несподівано напав Святополк II Померанський, який вбив Лешека Білого, поранено Генріха Бородатого. З невідомої причини Владислав III на з'їзд не прибув. Вважається, що він був замішаний у вбивстві Лешека.

### Друге верховне князювання
Владислав III перейшов у наступ. За допомогою сілезьких загонів він полонив Владислава Одонича, а потім рушив на Малу Польщу, де висунув претензії на краківський престол, спираючись на договір про взаємне спадкування з Лешеком Білим, незважаючи на те, що у того залишився син, однорічне немовля Болеслав.
Також претензії на Краків висунув брат Лешека, Конрад Мазовецький. Утім на виборах, що відбулися 5 травня 1228 року в Вісліца, при підтримці Іво Одровожа, єпископа Кракова, Пакослава Старого, сандомирського воєводи, успіх здобув Владислав III, ставши першим виборним правителем Польщі. При цьому йому довелося надати низку привілеїв католицькій церкви, взяти опіку на малолітнім Болеславом і віддати Сандомир його матері Гриміславі Інгварівні.
Втім політична ситуація залишалася складною: Одонич втік з полону і почав будувати нові підступи проти стрийко. Конрад Мазовецький не змирився з поразкою на виборах і став готувати вторгнення в Малу Польщу. У 1229 році Конрад при підтримці Данила Романовича, князя Галицького, захопив Каліш і Краків. Водночас Владислав III зазнав поразки від Владислава Одонича й втік до Казимира Опольського до Ратибора. Після цього уклав союз з Генріхом Бородатим.

### Останні роки
Навесні 1231 Владислав III з сілезьким військом рушив на Велику Польщу, де здобув підтримку родів Належів, Лабедж та Павла, єпископа Познані. Війська Тонконого взяли в облогу Гнєзно, але фортеця не піддалась йому, і незабаром князь помер. Обставини і місце його смерті невідомі.